# Distrito de Trujillo
El distrito de Trujillo es el distrito más poblado del país fuera de Lima y es uno de los doce distritos que conforman la Provincia de Trujillo, ubicada en el departamento de La Libertad, en el Norte del Perú.
Es el distrito más poblado del país fuera de Lima Metropolitana, con una población de 344,374 hab. según estimación y proyección del INEI, 2018 - 2020, hecho en enero de 2020. y extendiéndose sobre una superficie aproximada de 39,36km².
Está totalmente urbanizado y Trujillo. Desde el punto de vista jerárquico de la Iglesia católica forma parte de la arquidiócesis de Trujillo.

## Límites
El Distrito de Trujillo limita al:
| Noroeste: Distrito de Huanchaco                                | Norte: Distrito de Huanchaco, Distrito de La Esperanza, Distrito de Florencia de Mora, Distrito de El Porvenir | Nordeste: Distrito de El Porvenir Distrito de Laredo |
| Oeste: Distrito de Huanchaco, Distrito de Víctor Larco Herrera | | Este: Distrito de Laredo                             |
| Suroeste: Distrito de Víctor Larco Herrera, Distrito de Moche  | Sur: Distrito de Moche                                                                                         | Sureste: Distrito de Moche, Distrito de Laredo       |

## Historia
El distrito fue creado el 31 de enero de 1822, durante el gobierno del Protector José de San Martín.

## Hitos urbanos
Es en especial importante, además del hecho de concentrar los órganos de gobierno local y regional, porque en él se encuentra la antigua ciudad de Trujillo, actualmente conocida como "Centro Histórico", que aún conserva la forma original con la que fue diseñada cuando fue fundada.
También concentra la mayoría de campus de las universidades que existen en Trujillo así como las sedes bancarias de la región La Libertad y los más grandes centros comerciales.
El  Cementerio General de Miraflores, construido en la segunda mitad del siglo XIX, es el más antiguo de la ciudad y allí reposan personajes importantes de la historia de Trujillo y del Perú como Víctor Larco Herrera, Víctor Raúl Haya de la Torre, etc.

### Principales vías
Entre las principales vías del distrito de Trujillo, encontramos:
- Avenida España: Rodea todo el "Centro Histórico", y es una de las principales vías comerciales de la ciudad.
- Avenida América: Rodea a un gran número de urbanizaciones y barrios al igual que al "centro histórico". Se encuentra dividida en América Norte, América Sur y América Oeste.
- Avenida Víctor Larco: Comunica al distrito de Trujillo con el distrito de Víctor Larco Herrera, y constituye una de las vías más comerciales de la ciudad.
- Avenida Nicolás de Piérola: Comunica al distrito de Trujillo con el distrito de La Esperanza el cual es el segundo distrito más poblado de la provincia.
- Avenida Mansiche: Comunica al centro histórico de Trujillo con el distrito de Huanchaco.

## Urbanizaciones y barrios

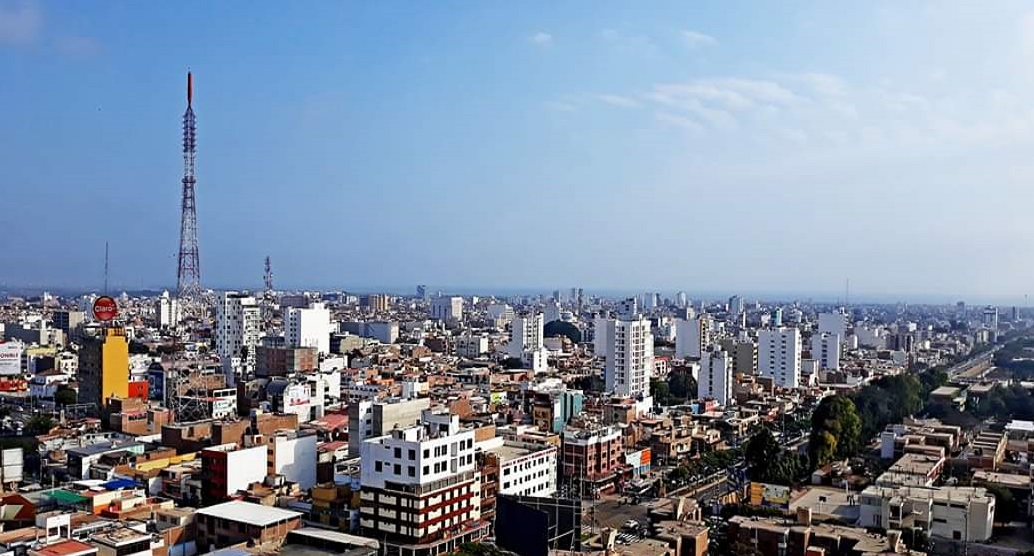
Urbanización San Andrés.

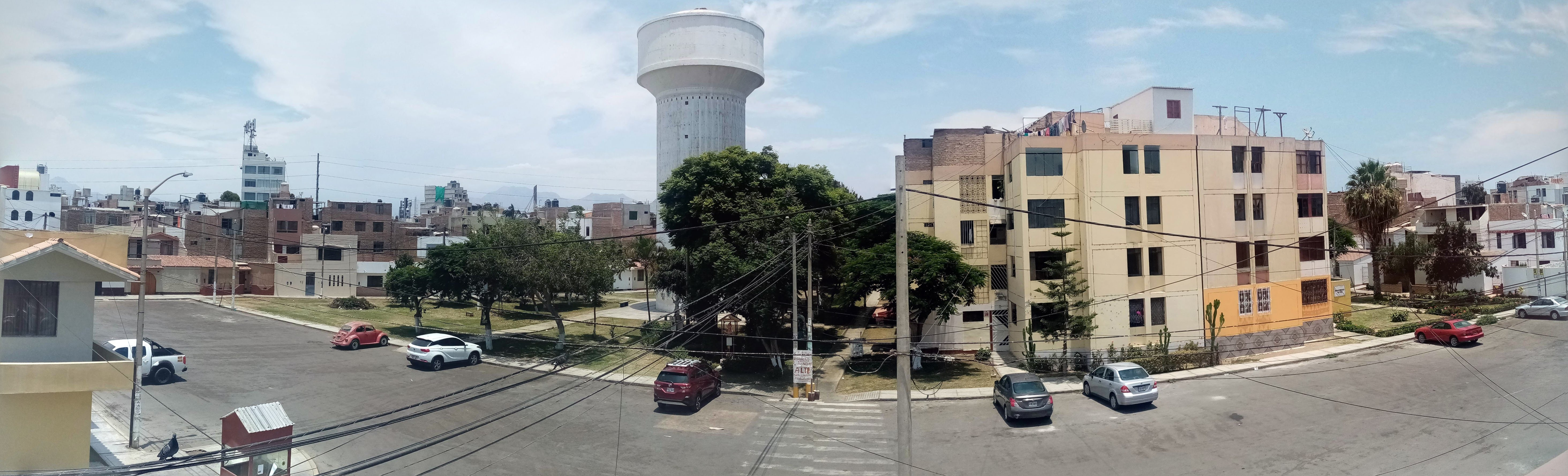
Urbanización Los Pinos,

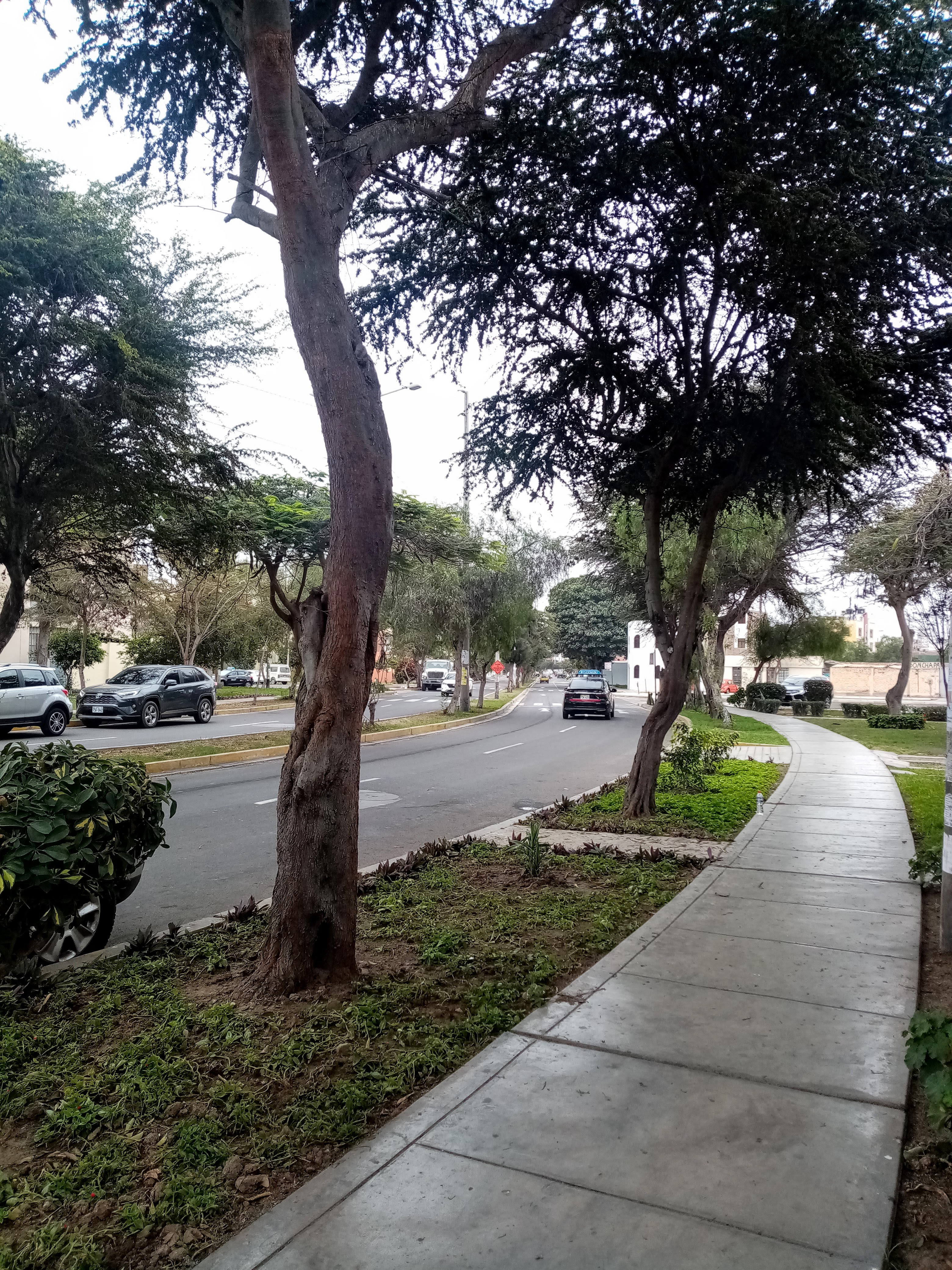
Avenida Los Colibríes.

Urbanización San Isidro

Urb. El Golf

En el distrito de Trujillo encontramos diferentes barrios y urbanizaciones que forman parte de esta zona urbana, como son:
| Urbanización              | Ubicación |
| ------------------------- | --------- |
| Centro Histórico          |           |
| San Andrés                |           |
| El Recreo                 |           |
| Mansiche                  |           |
| Las Capullanas            |           |
| Covicorti                 |           |
| Primavera                 |           |
| Huerta Grande             |           |
| Los Cedros                |           |
| La Intendencia            |           |
| Santa María               |           |
| Las Casuarinas            |           |
| La Arboleda               |           |
| Pay Pay                   |           |
| Los Granados              |           |
| Los Portales              |           |
| Andrés Rázuri             |           |
| Los Rosales de San Andrés |           |
| Galeno                    |           |
| La Esmeralda              |           |
| Santo Dominguito          |           |
| Torres Araujo             |           |
| Santa Isabel              |           |
| Monserrate                |           |
| San Salvador              |           |
| Trupal                    |           |
| Santa Inés                |           |
| Las Quintanas             |           |
| Miraflores                |           |
| Mochica                   |           |
| Aranjuez                  |           |
| Chicago                   |           |
| Los Pinos                 |           |
| San Eloy                  |           |
| Santa Teresa de Ávila     |           |
| Chimú                     |           |
| Huerta Bella              |           |
| Vista Bella               |           |
| La Noria                  |           |
| UPAO                      |           |
| San Isidro                |           |
| Libertad                  |           |
| La Merced                 |           |
| La Perla                  |           |
| El Alambre                |           |
| 20 de abril               |           |
| San Fernando              |           |
| Los Naranjos              |           |
| Los Jardines              |           |
| El Molino                 |           |
| Palermo                   |           |
| El Sol                    |           |
| Vista Hermosa             |           |
| Ingeniería                |           |
| Daniel Hoyle              |           |
| La Rinconada              |           |
| Jorge Chávez              |           |
| El Bosque                 |           |
| Independencia             |           |
| San Luis                  |           |
| San Vicente               |           |

## Autoridades

### Municipales
- 2023 - 2026[6]
  - Alcalde: Mario Colberth Reyna Rodríguez (Alianza para el Progreso)
  - Regidores:

  1. Eiby Yassir Guibert Chavez (Somos Perú)
  2. Blanca Rosa Díaz Pretell (Somos Perú)
  3. Christian Javier Luján Pajares (Somos Perú)
  4. José Luis Tam Chavez (Somos Perú)
  5. Mayra Lucía Campos Pinedo (Somos Perú)
  6. Melvin Cosme Valderrama Burgos (Somos Perú)
  7. Susy Plasencia Díaz (Somos Perú)
  8. Estefanie Nataly Medina González (Somos Perú)
  9. Giancarlo Toribio Castro (Somos Perú)
  10. Jorge Jhoel Vásquez Tirado (Alianza para el Progreso)
  11. Sandra Ivonne Trujillo Marreros (Alianza para el Progreso)
  12. Andrés Eleuterio Sánchez Esquivel (Alianza para el Progreso)
  13. Juan Dolores Namoc Medina (Trabajo más Trabajo)
  14. Yahaira Mirella Zegarra Díaz (Trabajo más Trabajo)
  15. Luis Miguel Gonzáles Rosell (Renovación Popular)

## Clima
En Trujillo las lluvias son escasas, se dan de forma ocasional solo en los meses de verano (de diciembre hasta abril) las cuales pueden ser de débiles a ligeramente fuertes.
En los meses de verano (diciembre a abril), las temperaturas máximas pueden oscilar entre los 26 °C a 30 °C con mínimas de entre 15 °C a 17 °C con cielos generalmente despejados. Sin embargo se puede llegar a superar estos valores cuando el fenómeno El niño está presente, llegando incluso hasta los 35 °C. En los meses siguientes, en la época de otoño e invierno, las temperaturas fluctúan entre los 19 °C y 12 °C, con días muy frescos y con poca presencia solar.

## Festividades
- Concurso Nacional de Marinera
- Festival Internacional de la Primavera de Trujillo

- Concurso de Caballo de Paso Peruano y Marinera "Guillermo Pinillos Cox"